# プロダクション・アイジー
株式会社プロダクション・アイジー（英: Production I.G, Inc.）は、日本のアニメ制作会社。株式会社IGポートの完全子会社。日本動画協会・コンピュータエンターテインメント協会正会員。

## 概要
東京都武蔵野市に本社・スタジオ、さらに新潟県新潟市中央区に作画スタジオを構える。かつては東京都府中市に、3DCGスタジオ「IGFX」、実写撮影スタジオの「Studio iG（旧FIX STUDIO）」を構えていたが、2020年1月31日に営業を終了し、跡地は同年7月17日に設立されたプロダクション・プラスエイチのスタジオとなった。
1987年に「有限会社アイジータツノコ」を東京都武蔵野市に設立。1993年に「有限会社プロダクション・アイジー」に商号変更。設立からしばらくはOVA、アニメ映画、ビデオゲーム用アニメなどを制作の中心にしてきたが押井守監督の劇場映画作品を制作し、ヒットさせた事で日本国内だけでなく海外での知名度も高まり企業としての規模も拡大した。1998年に増資して「株式会社プロダクション・アイジー」（旧）となる。テレビシリーズは主に子会社のジーベックが制作し、プロダクション・アイジーはアニメ映画の制作を主としていたが、2001年よりテレビシリーズの元請制作にも進出。
2007年11月、持株会社体制への移行に伴い「株式会社IGポート」に商号を変更し、「株式会社プロダクション・アイジー」（新）を分割新設して主力事業を承継した。IGポートは持株会社として、プロダクション・アイジー、マッグガーデン、ウィットスタジオを傘下とし、グループ企業全体の事業展開・経営管理・資産運用管理を行っている。
2010年4月26日、本社を東京都国分寺市から現在の東京都武蔵野市中町2丁目1番9号へ移転し、国分寺市を中心に分散していた事務所やスタジオを集約した。

## 設立の経緯
テレビアニメ『赤い光弾ジリオン』を制作した「竜の子制作分室」に揃ったスタッフを分散させるのを惜しんで、制作プロデューサーとして同分室を率いた石川光久が、同じフロアを間借りしていた後藤隆幸率いる「鐘夢」（チャイム）を合併。京都アニメーションの援助を受けて、石川と後藤のイニシャルを冠した「有限会社アイジータツノコ」を1987年12月15日に設立。出資者は、石川、後藤、八田英明（京都アニメーション代表取締役）、タツノコプロなどである。なお、設立当初は杉山卓及び八田陽子（京都アニメーション専務取締役）の実姉が、大手製薬会社で経理を担当した経験を活かして支援していた。
伊吹眞（西堀ひろみ）、内田哲夫らが設立の中心スタッフである。アニメーターはフリーで参加する形となり、次いでフリーで「銀河帝国」（後に解散。一時期子会社であったビィートレインの代表取締役である真下耕一も所属）で制作を行っていた三本隆二と坂部久明、スタジオ・ムーのアニメーター黄瀬和哉らが追って参加した。
設立当初はシンエイ動画のテレビシリーズを始め、キティ・フィルムの『銀河英雄伝説』やスタジオディーンのOVA『機動警察パトレイバー』の制作協力を行っていた。しかし、下請け続きの仕事では管理費が取れないと思った石川は、シンエイ動画の下請けを持続させた形で元請制作に乗り出した。
その後は『赤い光弾ジリオン 歌姫夜曲』を皮切りに数多くの劇場映画やOVAを制作した。設立当初はグロス請けや作画協力でテレビシリーズに関与していたが、2000年代以降は元請としてもテレビシリーズを積極的に手掛けている。
1991年には新潟県に作画スタジオを開設。現在の所長である小村方宏治が諸事情で帰郷せざるを得なくなり、社長の石川に退職を申し出たところ、「新潟でIGを続けないか」と声を掛けられ、同僚からの後押しもあって開設に至った。

## 社名の由来
"IG" という社名は、社長の石川と副社長の後藤のイニシャルから命名したものである。
I.Gタツノコ時代、タツノコの名前を入れたのは金融機関の理解を得るためと、分派したことによってタツノコプロと喧嘩したくなかったためだったとされる。石川は「タツノコ」というネーミングにこだわりを感じており、今までお世話になったタツノコプロへの恩返しのつもりで入れたと語っている。タツノコの名前があったことは社会的な信用も得ることにも繋がった。
設立時にタツノコプロから資本金2割の出資を受けていたものの、当時苦境にあったタツノコプロは積極的にI.Gタツノコに仕事を回すだけの余裕がなかった。しかしながらその「タツノコ」と名のついた会社名であるためタツノコプロの関連会社と勘違いする人が増えてきた。そういった勘違いによる不快感が徐々にスタッフ（特に制作進行や制作デスク）に現れ出し、また業績が盛り返したタツノコプロ側からの要請もあり、社名から「タツノコ」の名を外す動きが始まる。石川は名前を変えることにショックを受けていたが、受諾し社名変更に至った。この社名変更と同時に、タツノコプロと京都アニメーションから受けていた資本金も返上している。
2010年、プロダクションI.Gがタツノコプロの株を取得し資本関係が復活。石川が同社非常勤取締役に就任した。

## 制作部・制作課
制作部は10のスタジオ（第1–2は制作課、第3–10はプロデュース課）とシステム管理・開発課で構成されている（2011年時点）。
各スタジオは2007年から○○課（○○課スタジオ）と呼ばれている、これは『攻殻機動隊』における○○課にちなんだものである。また、社屋移転に伴いコスト管理体制の強化から制作部を2部体制に変更。内訳は制作1部（制作課・プロデュース3、4、10課・システム管理・開発課、6課閉鎖）、制作2部（プロデュース5、7、8、9課）となっている。
これまで担当スタジオは各作品のサイトやブログ等で語られる程度であったが、2011年製作のオリジナルテレビアニメ『ギルティクラウン』では6課が初めてスタジオ名を表記した。6課ではその後一部スタッフが独立しウィットスタジオを設立した。また、8課はJe t'aimeにおいて社名クレジットの上に8を模したマークを掲げている。

## 沿革

### 初代
- 1987年
  - 竜の子制作分室として竜の子プロダクションから独立。
  - 12月15日 - 有限会社アイジータツノコを設立。
- 1990年6月5日 - 株式会社イングを設立[注 1]。
- 1991年5月 - 新潟スタジオ（アイジー新潟）を設置。
- 1993年9月 - 有限会社プロダクション・アイジーに社名変更。
- 1995年
  - 5月 - 株式会社ジーベック設立。
  - 10月 - 背景美術部門「小倉工房」設置[注 2]。
- 1997年6月 - ビィートレイン株式会社設立[注 3]。
- 1998年4月 - 株式会社プロダクション・アイジーに組織変更。

### 2代目
- 2000年
  - 9月1日 - 株式会社イングを名目上の存続会社としてプロダクション・アイジーを合併。商号を変更し、株式会社プロダクション・アイジーとなる。
  - 11月 - 『BLOOD THE LAST VAMPIRE』で初めて原作権を獲得。
- 2003年10月 - 『キル・ビル』本編に挿入されるアニメーションパート監督。
- 2005年12月21日 - JASDAQに上場。
- 2006年
  - 2月 - フジテレビとFILM LLPを共同設立。
  - 4月 - トランスコスモスとamimoを共同設立。
- 2007年1月 - 『攻殻機動隊』の実写化エージェント権を獲得。

### 3代目
- 2007年
  - 11月1日 - 株式会社プロダクション・アイジーの商号を株式会社IGポートに変更し持株会社化。事業分割で、事業会社として株式会社プロダクション・アイジーを設立。
  - 12月1日 - IGポート社がマッグガーデンを経営統合し、グループの傘下にする。
- 2010年
  - 6月2日 - 竜の子プロダクションの発行済み株式11.2パーセント取得を発表[注 4]。
  - 8月20日 - IGポート取締役にオー・エル・エム代表取締役の奥野敏聡が就任、また取締役の下地志直が退任。
- 2012年
  - 6月 - 株式会社ウィットスタジオ設立。
  - 9月 -『キックハート』で日本のアニメとしては初の本格的なクラウドファンディング活用に乗り出す[12]。
  - 10月 - 『009 RE:CYBORG』製作委員会を特定子会社化[注 5]。
- 2014年10月 - 株式会社シグナル・エムディ設立。
- 2015年9月 - 『攻殻機動隊 新劇場版 Virtual Reality Diver』でVRコンテンツに参入。
- 2017年
  - 6月 - アニメ視聴アプリ「タテアニメ」の配信を開始[13]。
  - 9月 - 『亜人』の実写映画に制作プロダクションとして参加。
- 2018年1月31日 - Netflix（NetflixJAPAN）と包括的業務提携を発表[14]。
- 2019年
  - 3月18日 - 北海道テレビ放送の制作でアイジー所属の本広克行が制作に参加した実写ドラマ『チャンネルはそのまま!』の北海道内での放送が開始。後に日本民間放送連盟賞テレビ部門グランプリを獲得。47都道府県全てで放送された。
  - 6月1日 - ジーベックを吸収合併し、同社作品及び同社の撮影部門と練馬スタジオ「XEBECzwei」（「IGzwei」に改称、その後閉鎖し本社へ合流）の移管を受ける。
- 2022年8月30日 - 石川光久が代表取締役社長を退任し代表取締役会長に就任。後継の代表取締役社長にはウィットスタジオの代表取締役社長を務め、アイジーの取締役副社長も兼任していた和田丈嗣が就任した[15]。
- 2025年
  - 6月1日 - シグナル・エムディを吸収合併[16][17]。
  - 8月21日 - 庵野秀明および田中智則が取締役に就任予定[18]。

## 作品履歴

### テレビアニメ
| 開始年 | 放送期間          | タイトル                                           | 監督                        | アニメーション プロデューサー | 備考                         |
| ------ | ----------------- | -------------------------------------------------- | --------------------------- | ----------------------------- | ---------------------------- |
| 1994年 | 10月 - 1995年3月  | BLUE SEED                                          | 神谷純                      | N/A                           | 共同制作：葦プロダクション   |
| 2001年 | 10月 - 2002年3月  | バンパイヤン・キッズ                               | 荒川眞嗣                    | 森田俊昭 坂部久明             |                              |
| 2002年 | 10月 - 2003年11月 | 攻殻機動隊 STAND ALONE COMPLEX                     | 神山健治                    | N/A                           |                              |
| 2003年 | 10月 - 2004年3月  | 魁!!クロマティ高校                                 | 桜井弘明                    | 西沢正智                      |                              |
| 2004年 | 1月 - 2005年1月   | 攻殻機動隊 S.A.C. 2nd GIG                          | 神山健治                    | N/A                           |                              |
| 2004年 | 7月 - 2005年3月   | お伽草子                                           | 西久保瑞穂                  | 中武哲也                      |                              |
| 2004年 | 9月 - 2005年2月   | 風人物語                                           | 西村純二                    | 三本隆二                      |                              |
| 2005年 | 10月 - 2006年9月  | BLOOD+                                             | 藤咲淳一                    | 大松裕                        |                              |
| 2005年 | 10月 - 2006年3月  | IGPX                                               | 本郷みつる                  | 寺川英和                      |                              |
| 2006年 | 4月 - 10月        | xxxHOLiC                                           | 水島努                      | 川口徹                        |                              |
| 2006年 | 4月1日            | 攻殻機動隊 STAND ALONE COMPLEX Solid State Society | 神山健治                    | N/A                           |                              |
| 2006年 | 8月 - 2007年2月   | シュヴァリエ 〜Le Chevalier D'Eon〜                | 古橋一浩                    | 中武哲也                      |                              |
| 2007年 | 3月 - 9月         | REIDEEN                                            | 本郷みつる                  | 黒木るい                      |                              |
| 2007年 | 4月 - 9月         | 精霊の守り人                                       | 神山健治                    | 西村知恭                      |                              |
| 2007年 | 4月 - 6月         | ウエルベールの物語 〜Sisters of Wellber〜          | 浜名孝行                    | 森田俊昭 菅野和人             |                              |
| 2007年 | 10月 - 2008年4月  | 神霊狩/GHOST HOUND                                 | 中村隆太郎                  | 川口徹                        |                              |
| 2008年 | 1月 - 3月         | ウエルベールの物語 〜Sisters of Wellber〜 第二幕   | 浜名孝行                    | 森田俊昭 菅野和人             |                              |
| 2008年 | 4月 - 9月         | RD 潜脳調査室                                      | 古橋一浩                    | 中武哲也                      |                              |
| 2008年 | 4月 - 6月         | xxxHOLiC◆継                                        | 水島努                      | 川口徹                        |                              |
| 2008年 | 4月 - 6月         | 図書館戦争                                         | 浜名孝行                    | 西村知恭                      |                              |
| 2008年 | 7月 - 9月         | ワールド・デストラクション 〜世界撲滅の六人〜      | 多田俊介                    | 黒木るい                      |                              |
| 2009年 | 1月 - 12月        | 獣の奏者 エリン                                    | 浜名孝行                    | 和田丈嗣                      | 共同制作：トランス・アーツ   |
| 2009年 | 4月 - 6月         | 戦国BASARA                                         | 川崎逸朗                    | 中武哲也                      |                              |
| 2009年 | 4月 - 6月         | 東のエデン                                         | 神山健治                    | 西村知恭                      |                              |
| 2009年 | 10月 - 2010年3月  | 君に届け                                           | 鏑木ひろ                    | 中武哲也                      |                              |
| 2010年 | 3月27日           | 書家                                               | 山田誠                      | 霞麻衣子                      |                              |
| 2010年 | 7月 - 9月         | 戦国BASARA弐                                       | 野村和也                    | 中武哲也                      |                              |
| 2011年 | 1月 - 3月         | 君に届け 2ND SEASON                                | 鏑木ひろ                    | 中武哲也                      |                              |
| 2011年 | 4月 - 7月         | よんでますよ、アザゼルさん。                       | 水島努                      | 川口徹                        |                              |
| 2011年 | 4月 - 5月         | もしドラ                                           | 浜名孝行                    | 大上裕真                      |                              |
| 2011年 | 7月 - 9月         | うさぎドロップ                                     | 亀井幹太                    | 松下慶子                      |                              |
| 2011年 | 7月 - 9月         | BLOOD-C                                            | 水島努                      | 大上裕真                      |                              |
| 2011年 | 10月 - 2012年3月  | ギルティクラウン                                   | 荒木哲郎                    | 中武哲也                      |                              |
| 2012年 | 1月 - 3月         | 新テニスの王子様                                   | 浜名孝行                    | 松井正一                      | 共同制作：M.S.C              |
| 2012年 | 4月 - 9月         | 黒子のバスケ                                       | 多田俊介                    | 黒木類                        |                              |
| 2012年 | 4月 - 6月         | シャイニング・ハーツ 〜幸せのパン〜                | 川崎逸朗                    | 黒澤亘                        |                              |
| 2012年 | 10月 - 2013年3月  | PSYCHO-PASS サイコパス                             | 本広克行（総） 塩谷直義     | 川口徹 柴田和典               |                              |
| 2012年 | 10月 - 2013年3月  | ROBOTICS;NOTES                                     | 野村和也                    | 松下慶子                      |                              |
| 2013年 | 4月 - 6月         | よんでますよ、アザゼルさん。Z                      | 水島努                      | 大上裕真                      |                              |
| 2013年 | 4月 - 6月         | 翠星のガルガンティア                               | 村田和也                    | 大上裕真                      |                              |
| 2013年 | 7月 - 9月         | げんしけん 二代目                                  | 水島努                      | 松下慶子                      |                              |
| 2013年 | 10月2日           | ポケットモンスター THE ORIGIN                      | 川崎逸朗                    | 加藤浩幸 黒木類 西沢正智      | 共同制作：OLM、XEBEC         |
| 2013年 | 10月 - 2014年3月  | 黒子のバスケ（第2期）                              | 多田俊介                    | 黒木類                        |                              |
| 2013年 | 10月 - 2015年3月  | ダイヤのA                                          | 増原光幸                    | 櫻井健一                      | 共同制作：マッドハウス       |
| 2014年 | 1月 - 6月         | 攻殻機動隊入門 あらいず                            | 芦名みのる                  | N/A                           |                              |
| 2014年 | 3月29日           | ピカイア!（パイロット版）                          | 冨安大貴                    | N/A                           | 共同制作：OLM                |
| 2014年 | 4月 - 9月         | ハイキュー!!                                       | 満仲勧                      | 松下慶子                      |                              |
| 2014年 | 4月 - 6月         | ブレイクブレイド                                   | アミノテツロ（総） 羽原信義 | 下地志直                      | 共同制作：XEBEC              |
| 2014年 | 7月 - 9月         | アオハライド                                       | 吉村愛                      | 黒木類                        |                              |
| 2015年 | 1月 - 3月         | 純潔のマリア                                       | 谷口悟朗                    | 西村知恭                      |                              |
| 2015年 | 1月 - 6月         | 黒子のバスケ（第3期）                              | 多田俊介                    | 黒木類                        |                              |
| 2015年 | 4月 - 2016年3月   | ダイヤのA -SECOND SEASON-                          | 増原光幸                    | 櫻井健一                      | 共同制作：マッドハウス       |
| 2015年 | 4月 - 6月         | 攻殻機動隊ARISE ALTERNATIVE ARCHITECTURE           | 黄瀬和哉（総）              | 西村知恭                      |                              |
| 2015年 | 10月 - 2016年3月  | ハイキュー!! セカンドシーズン                      | 満仲勧                      | 松下慶子                      |                              |
| 2015年 | 10月 - 12月       | 進撃!巨人中学校                                    | 井端義秀                    | 川口徹                        |                              |
| 2016年 | 4月 - 6月         | ジョーカー・ゲーム                                 | 野村和也                    | 番匠公一                      |                              |
| 2016年 | 10月 - 12月       | ハイキュー!! 烏野高校 VS 白鳥沢学園高校            | 満仲勧                      | 松下慶子                      |                              |
| 2017年 | 4月 - 7月         | アトム ザ・ビギニング                              | 本広克行（総） 佐藤竜雄     | 本多史典 小板橋司             | 共同制作：OLM、SIGNAL.MD     |
| 2017年 | 7月 - 12月        | ボールルームへようこそ                             | 板津匡覧                    | 松下慶子                      |                              |
| 2017年 | 7月 - 12月        | 魔法陣グルグル                                     | 博史池畠                    | 福留俊                        |                              |
| 2018年 | 4月 - 6月         | 銀河英雄伝説 Die Neue These 邂逅                   | 多田俊介                    | 磯部真彩                      |                              |
| 2018年 | 10月 - 2019年3月  | 風が強く吹いている                                 | 野村和也                    | 松下慶子                      |                              |
| 2019年 | 10月 - 12月       | PSYCHO-PASS サイコパス（第3期）                    | 塩谷直義                    | 黒木類                        |                              |
| 2019年 | 10月 - 2020年3月  | 歌舞伎町シャーロック                               | 吉村愛                      | 八木雅子                      |                              |
| 2020年 | 1月 - 4月         | ハイキュー!! TO THE TOP                            | 佐藤雅子                    | 松下慶子                      | 第1クール                    |
| 2020年 | 10月 - 12月       | ハイキュー!! TO THE TOP                            | 佐藤雅子                    | 松下慶子                      | 第2クール                    |
| 2020年 | 10月 - 12月       | 憂国のモリアーティ                                 | 野村和也                    | 大平将史                      |                              |
| 2020年 | 10月 - 12月       | NOBLESSE -ノブレス-                                | 多田俊介（総） 山本靖貴     | 河原淳一郎 吉澤佑実子         |                              |
| 2021年 | 4月 - 6月         | 憂国のモリアーティ（第2クール）                    | 野村和也                    | 大平将史                      |                              |
| 2021年 | 10月 - 12月       | 海賊王女                                           | ToyGER Project              | 黒木類                        |                              |
| 2022年 | 4月 - 9月         | アオアシ                                           | さとう陽                    | 黒木類                        |                              |
| 2023年 | 4月 - 6月         | 天国大魔境                                         | 森大貴                      | 大平将史                      |                              |
| 2024年 | 4月 - 6月         | 怪獣8号                                            | 宮繁之 神谷友美             | 大平将史                      |                              |
| 2024年 | 4月 - 2025年2月   | シンカリオン チェンジ ザ ワールド                  | 駒屋健一郎                  | 松村ゆかり                    | 共同制作：シグナル・エムディ |
| 2024年 | 7月 - 9月         | キン肉マン 完璧超人始祖編                          | さとう陽                    | 黒木類                        | 第1期                        |
| 2025年 | 1月 - 3月         | キン肉マン 完璧超人始祖編                          | さとう陽                    | 黒木類                        | 第2期                        |
| 2025年 | 7月 -             | 怪獣8号（第2期）                                   | 宮繁之                      | 大平将史                      |                              |

### 劇場アニメ
| 公開年 | タイトル                                                                                                 | 監督                                               | 備考                                |
| ------ | --- | -------------------------------------------------- | ----------------------------------- |
| 1990年 | 「エイジ」                                                                                               | 西久保瑞穂                                         |                                     |
| 1992年 | 風の大陸                                                                                                 | 真下耕一                                           |                                     |
| 1993年 | 機動警察パトレイバー 2 the Movie                                                                         | 押井守                                             |                                     |
| 1995年 | GHOST IN THE SHELL / 攻殻機動隊                                                                          | 押井守                                             |                                     |
| 1997年 | 新世紀エヴァンゲリオン劇場版 シト新生                                                                    | 庵野秀明（総） 摩砂雪（DEATH） 鶴巻和哉（REBIRTH） | 共同制作：GAINAX                    |
| 1997年 | 新世紀エヴァンゲリオン劇場版 Air/まごころを、君に                                                        | 庵野秀明 （まごころを、君に） 鶴巻和哉（Air）      | 共同制作：GAINAX                    |
| 1998年 | 新世紀エヴァンゲリオン劇場版 DEATH (TRUE)² / Air / まごころを、君に                                      | 庵野秀明（総） 摩砂雪（DEATH） 鶴巻和哉（Air）     | 共同制作：GAINAX                    |
| 1998年 | ONE PIECE 倒せ!海賊ギャンザック                                                                          | 谷口悟朗                                           |                                     |
| 1999年 | アキハバラ電脳組 2011年の夏休み                                                                          | 桜井弘明                                           |                                     |
| 2000年 | 人狼 JIN-ROH                                                                                             | 沖浦啓之                                           |                                     |
| 2000年 | BLOOD THE LAST VAMPIRE                                                                                   | 北久保弘之                                         |                                     |
| 2001年 | サクラ大戦 活動写真                                                                                      | 本郷みつる                                         |                                     |
| 2002年 | ミニパト                                                                                                 | 神山健治                                           |                                     |
| 2004年 | イノセンス                                                                                               | 押井守                                             |                                     |
| 2004年 | DEAD LEAVES                                                                                              | 今石洋之                                           | 今石洋之初監督アニメ作品            |
| 2005年 | 劇場版 テニスの王子様 二人のサムライ The First Game                                                      | 浜名孝行                                           |                                     |
| 2005年 | 劇場版ツバサ・クロニクル 鳥カゴの国の姫君                                                                | 川崎逸朗                                           |                                     |
| 2005年 | 劇場版xxxHOLiC 真夏ノ夜ノ夢                                                                              | 水島努                                             |                                     |
| 2006年 | 立喰師列伝                                                                                               | 押井守                                             |                                     |
| 2008年 | スカイ・クロラ The Sky Crawlers                                                                          | 押井守                                             |                                     |
| 2009年 | 宮本武蔵 -双剣に馳せる夢-                                                                                | 西久保瑞穂                                         |                                     |
| 2009年 | チョコレート・アンダーグラウンド                                                                         | 浜名孝行                                           | 共同制作：トランス・アーツ          |
| 2009年 | テイルズ オブ ヴェスペリア 〜 The First Strike 〜                                                        | 亀井幹太                                           |                                     |
| 2009年 | ホッタラケの島 〜遥と魔法の鏡〜                                                                          | 佐藤信介                                           |                                     |
| 2009年 | 東のエデン 劇場版I The King of Eden                                                                      | 神山健治                                           |                                     |
| 2010年 | 東のエデン 劇場版II Paradise Lost                                                                        | 神山健治                                           |                                     |
| 2010年 | 劇場版“文学少女”                                                                                         | 多田俊介                                           |                                     |
| 2010年 | ブレイク ブレイド                                                                                        | アミノテツロ（総） 羽原信義                        | 共同制作：XEBEC                     |
| 2010年 | ルー=ガルー                                                                                              | 藤咲淳一                                           | 共同制作：トランス・アーツ          |
| 2010年 | ひよ恋                                                                                                   | 長沼範裕                                           |                                     |
| 2011年 | たんすわらし。                                                                                           | 黄瀬和哉                                           |                                     |
| 2011年 | Xi AVANT                                                                                                 | 神山健治                                           |                                     |
| 2011年 | 劇場版 戦国BASARA -The Last Party-                                                                       | 野村和也                                           |                                     |
| 2011年 | 劇場版ポケットモンスター ベストウイッシュ ビクティニと黒き英雄 ゼクロム・白き英雄 レシラム               | 湯山邦彦                                           | 共同制作：OLM、XEBEC                |
| 2011年 | 劇場版 テニスの王子様 英国式庭球城決戦!                                                                  | 多田俊介                                           | 共同制作：M.S.C                     |
| 2012年 | わすれなぐも                                                                                             | 海谷敏久                                           |                                     |
| 2012年 | ももへの手紙                                                                                             | 沖浦啓之                                           |                                     |
| 2012年 | 劇場版 BLOOD-C The Last Dark                                                                             | 塩谷直義                                           |                                     |
| 2012年 | 図書館戦争 革命のつばさ                                                                                  | 浜名孝行                                           |                                     |
| 2012年 | 009 RE:CYBORG                                                                                            | 神山健治                                           | 共同制作：サンジゲン                |
| 2013年 | キックハート                                                                                             | 湯浅政明                                           |                                     |
| 2014年 | ジョバンニの島                                                                                           | 西久保瑞穂                                         |                                     |
| 2015年 | 劇場版 PSYCHO-PASS サイコパス                                                                            | 本広克行（総） 塩谷直義                            |                                     |
| 2015年 | 攻殻機動隊 新劇場版                                                                                      | 黄瀬和哉（総） 野村和也                            |                                     |
| 2015年 | 百日紅 〜Miss HOKUSAI〜                                                                                  | 原恵一                                             |                                     |
| 2016年 | 黒子のバスケ ウインターカップ総集編                                                                      | 多田俊介                                           |                                     |
| 2017年 | 劇場版 黒子のバスケ LAST GAME                                                                            | 多田俊介                                           |                                     |
| 2018年 | 劇場版ときめきレストラン☆☆☆ MIRACLE6                                                                     | 今千秋                                             |                                     |
| 2018年 | フリクリ オルタナ                                                                                        | 本広克行（総） 上村泰                              | 共同制作：NUT、REVOROOT             |
| 2019年 | PSYCHO-PASS サイコパス Sinners of the System Case.1 罪と罰 Case.2 First Guardian Case.3 恩讐の彼方に＿＿ | 塩谷直義                                           |                                     |
| 2019年 | 銀河英雄伝説 Die Neue These 星乱                                                                         | 多田俊介                                           |                                     |
| 2020年 | PSYCHO-PASS サイコパス 3 FIRST INSPECTOR                                                                 | 塩谷直義                                           |                                     |
| 2020年 | 劇場版BEM〜BECOME HUMAN〜                                                                                | 博史池畠                                           |                                     |
| 2020年 | 劇場版 Fate/Grand Order -神聖円卓領域キャメロット- 前編 Wandering; Agateram                              | 末澤慧                                             | 制作、アニメーション制作：SIGNAL.MD |
| 2021年 | 劇場版 Fate/Grand Order -神聖円卓領域キャメロット- 後編 Paladin; Agateram                                | 荒井和人                                           |                                     |
| 2022年 | DEEMO サクラノオト -あなたの奏でた音が、今も響く-                                                        | 藤咲淳一（総） 松下周平                            | 共同制作：SIGNAL.MD                 |
| 2022年 | 鹿の王 ユナと約束の旅                                                                                    | 安藤雅司 宮地昌幸                                  |                                     |
| 2022年 | 銀河英雄伝説 Die Neue These 激突                                                                         | 多田俊介                                           |                                     |
| 2022年 | 銀河英雄伝説 Die Neue These 策謀                                                                         | 多田俊介                                           |                                     |
| 2023年 | らくだい魔女 フウカと闇の魔女                                                                            | 浜名孝行                                           |                                     |
| 2023年 | 劇場版 PSYCHO-PASS サイコパス PROVIDENCE                                                                 | 塩谷直義                                           |                                     |
| 2023年 | 北極百貨店のコンシェルジュさん                                                                           | 板津匡覧                                           |                                     |
| 2024年 | 劇場版ハイキュー!! ゴミ捨て場の決戦                                                                      | 満仲勧                                             |                                     |
| 未公表 | 劇場版ハイキュー!! VS 小さな巨人                                                                         | 満仲勧                                             |                                     |
| 未公表 | 少年ジャンプ+ 読切アニメ化プロジェクト                                                                   | 未公表                                             |                                     |

### OVA
| 発売年 | タイトル                                                         | 備考             |
| ------ | ---------------------------------------------------------------- | ---------------- |
| 1988年 | 赤い光弾ジリオン 歌姫夜曲                                        |                  |
| 1990年 | しあわせのかたち                                                 |                  |
| 1992年 | 電影少女 -VIDEO GIRL AI-                                         |                  |
| 1993年 | 流星機ガクセイバー                                               |                  |
| 1993年 | ふぁんたじあ                                                     |                  |
| 1993年 | ぼくの地球を守って                                               |                  |
| 1994年 | B.B.フィッシュ                                                   |                  |
| 1994年 | 爆炎CAMPUSガードレス                                             |                  |
| 1996年 | 特務戦隊シャインズマン                                           |                  |
| 1996年 | ブルーシード2                                                    |                  |
| 1996年 | パンツァードラグーン                                             |                  |
| 1996年 | BRONZE ZETSUAI since 1989                                        |                  |
| 2000年 | フリクリ                                                         | 共同制作：GAINAX |
| 2001年 | 怪童丸                                                           |                  |
| 2007年 | ツバサ TOKYO REVELATIONS                                         |                  |
| 2007年 | 東京マーブルチョコレート                                         |                  |
| 2008年 | バットマン ゴッサムナイト                                        |                  |
| 2009年 | ABUNAI SISTERS                                                   |                  |
| 2009年 | ツバサ 春雷記                                                    |                  |
| 2009年 | xxxHOLiC 春夢記                                                  |                  |
| 2009年 | 少女ファイト                                                     |                  |
| 2009年 | “文学少女”今日のおやつ 〜はつ恋〜                                |                  |
| 2010年 | Halo Legends エピソード3【The Duel】 / エピソード4【Homecoming】 |                  |
| 2010年 | よんでますよ、アザゼルさん。                                     |                  |
| 2010年 | xxxHOLiC・籠 〜XXXホリック・ロウ〜                               |                  |
| 2010年 | “文学少女”メモワール                                             |                  |
| 2010年 | Jet‘aime                                                         |                  |
| 2010年 | Dante’s Inferno An Animated Epic                                 |                  |
| 2011年 | xxxHOLiC・籠 あだゆめ                                            |                  |
| 2011年 | テニスの王子様 OVA ANOTHER STORYII〜アノトキノボクラ             |                  |
| 2012年 | マスエフェクト〜失われたパラゴン                                 |                  |
| 2013年 | Vassalord.                                                       |                  |
| 2014年 | 新テニスの王子様 OVA vs Genius10                                 |                  |
| 2014年 | 翠星のガルガンティア 〜めぐる航路、遥か〜                        |                  |
| 2019年 | 蒼穹のファフナー THE BEYOND                                      | IGzwei制作       |
| 2020年 | ハイキュー!! 陸 VS 空                                            |                  |
| 2023年 | 蒼穹のファフナー BEHIND THE LINE                                 |                  |

### Webアニメ
| 配信年 | タイトル                                         | 監督                    | 備考                                              |
| ------ | ------------------------------------------------ | ----------------------- | ------------------------------------------------- |
| 2005年 | The King of Fighters: Another Day                | 橘正紀                  |                                                   |
| 2012年 | 新・光神話 パルテナの鏡                          | 藤咲淳一                |                                                   |
| 2016年 | Noblesse: Awakening                              | 多田俊介（総） 松澤建一 |                                                   |
| 2017年 | アフリカのサラリーマン                           | N/A                     | タテアニメ                                        |
| 2017年 | ネオ・ヨキオ                                     | 古橋一浩                | Netflixオリジナル作品 共同制作：スタジオディーン  |
| 2018年 | B: The Beginning                                 | 中澤一登 山川吉樹       | Netflixオリジナル作品 中澤一登初監督アニメ作品    |
| 2019年 | ULTRAMAN                                         | 神山健治 荒牧伸志       | Netflixオリジナル作品 共同制作：SOLA DIGITAL ARTS |
| 2020年 | 攻殻機動隊 SAC 2045                              | 神山健治 荒牧伸志       | Netflixオリジナル作品 共同制作：SOLA DIGITAL ARTS |
| 2020年 | Sol Levante                                      | 齋藤瑛                  | Netflixオリジナル作品                             |
| 2020年 | 鎮西八郎為朝                                     | 矢萩利幸                |                                                   |
| 2021年 | B: The Beginning -- Succession                   | 中澤一登（総） 川崎逸朗 | Netflixオリジナル作品 『B: The Beginning』第2期   |
| 2021年 | スター・ウォーズ: ビジョンズ「九人目のジェダイ」 | 神山健治                | Disney+より全世界配信                             |
| 2022年 | ULTRAMAN（シーズン2）                            | 神山健治 荒牧伸志       | Netflixオリジナル作品 共同制作：SOLA DIGITAL ARTS |
| 2022年 | 攻殻機動隊 SAC_2045（シーズン2）                 | 神山健治 荒牧伸志       | Netflixオリジナル作品 共同制作：SOLA DIGITAL ARTS |
| 2023年 | ULTRAMAN（FINALシーズン）                        | 神山健治 荒牧伸志       | Netflixオリジナル作品 共同制作：SOLA DIGITAL ARTS |
| 2023年 | ワンダーハッチ -空飛ぶ竜の島-                    | 大塚隆史                | スターより全世界配信                              |
| 2024年 | 君に届け 3RD SEASON                              | 松澤建一                | Netflixオリジナル作品                             |
| 2024年 | ターミネーター 0                                 | 工藤昌史                | Netflixオリジナル作品                             |

### ゲーム内アニメーション
| 発売年 | タイトル                                             | 備考                                                                   |
| ------ | ---------------------------------------------------- | ---------------------------------------------------------------------- |
| 1992年 | サークI・II                                          | PCエンジン版 I.Gタツノコ時代に制作                                     |
| 1997年 | 攻殻機動隊 GHOST IN THE SHELL                        |                                                                        |
| 1997年 | テイルズ オブ デスティニー                           |                                                                        |
| 1997年 | グランディア                                         |                                                                        |
| 1998年 | ゼノギアス                                           |                                                                        |
| 1998年 | レイディアントシルバーガン                           |                                                                        |
| 1998年 | サクラ大戦2 〜君、死にたもうことなかれ〜             |                                                                        |
| 1998年 | ダブルキャスト                                       |                                                                        |
| 1998年 | 季節を抱きしめて                                     |                                                                        |
| 1998年 | サンパギータ                                         |                                                                        |
| 1998年 | 雪割りの花                                           |                                                                        |
| 1998年 | テイルズ オブ ファンタジア                           | PlayStation版                                                          |
| 1999年 | サイコメトラーEIJI                                   |                                                                        |
| 1999年 | エースコンバット3 エレクトロスフィア                 | 挿入部アニメパート制作と佐藤大のシナリオを採用                         |
| 1999年 | ワイルドアームズ セカンドイグニッション              |                                                                        |
| 1999年 | LOVE&DESTROY                                         |                                                                        |
| 1999年 | ヴァルキリープロファイル                             |                                                                        |
| 2000年 | ポポロクロイス物語II                                 |                                                                        |
| 2000年 | スキャンダル                                         |                                                                        |
| 2000年 | テイルズ オブ エターニア                             |                                                                        |
| 2000年 | BLOOD THE LAST VAMPIRE                               |                                                                        |
| 2001年 | サクラ大戦3 〜巴里は燃えているか〜                   |                                                                        |
| 2001年 | サモンナイト2                                        |                                                                        |
| 2002年 | サクラ大戦4 〜恋せよ乙女〜                           |                                                                        |
| 2002年 | サーヴィランス 監視者                                |                                                                        |
| 2002年 | テイルズ オブ デスティニー2                          |                                                                        |
| 2003年 | テイルズ オブ シンフォニア                           |                                                                        |
| 2003年 | OVER THE MONOCHROME RAINBOW featuring SHOGO HAMADA   |                                                                        |
| 2004年 | 攻殻機動隊 STAND ALONE COMPLEX                       |                                                                        |
| 2004年 | テイルズ オブ リバース                               |                                                                        |
| 2005年 | NAMCO x CAPCOM                                       |                                                                        |
| 2005年 | 実況パワフルプロ野球12                               |                                                                        |
| 2005年 | サクラ大戦V 〜さらば愛しき人よ〜                     |                                                                        |
| 2005年 | テイルズ オブ レジェンディア                         |                                                                        |
| 2005年 | 攻殻機動隊 STAND ALONE COMPLEX -狩人の領域-          |                                                                        |
| 2005年 | テイルズ オブ ジ アビス                              |                                                                        |
| 2006年 | ソニックライダーズ                                   |                                                                        |
| 2006年 | 聖剣伝説DS CHILDREN of MANA                          |                                                                        |
| 2006年 | テイルズ オブ ザ テンペスト                          |                                                                        |
| 2006年 | サモンナイト4                                        |                                                                        |
| 2006年 | テイルズ オブ デスティニー                           | PlayStation 2版                                                        |
| 2006年 | テイルズ オブ ザ ワールド レディアント マイソロジー  |                                                                        |
| 2007年 | テイルズ オブ イノセンス                             |                                                                        |
| 2007年 | スターオーシャン1 First Departure                    |                                                                        |
| 2008年 | スターオーシャン2 Second Evolution                   |                                                                        |
| 2008年 | テイルズ オブ シンフォニア -ラタトスクの騎士-        |                                                                        |
| 2008年 | ワリオランドシェイク                                 |                                                                        |
| 2008年 | テイルズ オブ ヴェスペリア                           |                                                                        |
| 2009年 | テイルズ オブ ハーツ                                 |                                                                        |
| 2009年 | テイルズ オブ ザ ワールド レディアント マイソロジー2 |                                                                        |
| 2009年 | 無限航路                                             |                                                                        |
| 2009年 | テイルズ オブ バーサス                               |                                                                        |
| 2009年 | テイルズ オブ ヴェスペリア                           | PlayStation 3版                                                        |
| 2009年 | テイルズ オブ グレイセス                             |                                                                        |
| 2010年 | テイルズ オブ ファンタジア なりきりダンジョンX       |                                                                        |
| 2011年 | 戦場のヴァルキュリア3                                |                                                                        |
| 2011年 | テイルズ オブ ザ ワールド レディアント マイソロジー3 |                                                                        |
| 2011年 | My sweet ウマドンナ 〜僕は君のウマ〜                 |                                                                        |
| 2011年 | BLAZBLUE -CONTINUUM SHIFT EXTEND                     |                                                                        |
| 2012年 | テイルズ オブ イノセンス R                           |                                                                        |
| 2012年 | My sweet ウマドンナ2～ウマすぐKiss Me～              |                                                                        |
| 2013年 | テイルズ オブ ハーツR                                |                                                                        |
| 2014年 | BLAZBLUE -CHRONOPHANTASMA EXTEND                     |                                                                        |
| 2015年 | BLAZBLUE -CENTRALFICTION                             |                                                                        |
| 2016年 | ペルソナ5                                            |                                                                        |
| 2016年 | ソウルリバース ゼロ                                  |                                                                        |
| 2017年 | アイドリッシュセブン                                 | 「Re:vale」「NO DOUBT」MV制作                                          |
| 2018年 | Readyyy! レディ                                      | スマートフォンゲーム、オープニングアニメーション制作、キャラクター制作 |
| 2019年 | ペルソナ5 ザ・ロイヤル                               |                                                                        |
| 2019年 | スターオーシャン1 First Departure R                  |                                                                        |
| 2020年 | ペルソナ5 スクランブル ザ ファントム ストライカーズ  |                                                                        |

### 実写映画
| 公開年 | タイトル                                  | 備考                             |
| ------ | ----------------------------------------- | -------------------------------- |
| 1992年 | トーキング・ヘッド                        | アニメパート制作                 |
| 2003年 | キル・ビル Vol.1                          | アニメパート制作                 |
| 2011年 | 神☆ヴォイス 〜THE VOICE MAKES A MIRACLE〜 | 劇中アニメ制作                   |
| 2013年 | プラチナデータ                            | ディスプレイアニメーション       |
| 2013年 | 麦子さんと                                | 劇中アニメ「今ドキッ同級生」制作 |
| 2015年 | 幕が上がる                                | 劇中アニメ「今ドキッ同級生」制作 |
| 2016年 | ガルム・ウォーズ                          |                                  |
| 2017年 | 亜人                                      | 製作プロダクション               |
| 2018年 | SETOUCHI THE MOVIE                        | 制作プロダクション               |
| 2022年 | ハケンアニメ!                             | 劇中アニメ制作                   |

### テレビドラマ
| 放送時期  | タイトル              | 放送局                           | 備考                                                                          |
| --------- | --------------------- | -------------------------------- | ----------------------------------------------------------------------------- |
| 2019年3月 | チャンネルはそのまま! | 北海道テレビ Netflix（先行配信） | 北海道テレビ製作 総監督：本広克行/制作プロダクション 他ネット局は当該記事参照 |

### テレビCM
| 放送年 | タイトル                                                                              | 備考 |
| ------ | ------------------------------------------------------------------------------------- | --- |
| 1997年 | MURPHY'S IRISH STOUT「Last Orders」                                                   | アイルランドのビール会社が「攻殻機動隊風なCM」と依頼し、イギリス史上初のアニメスタイルのCMをテレビ地上波放送。 |
| 2002年 | ナムコ「テイルズ オブ ザ ワールド なりきりダンジョン2」                               | |
| 2003年 | ナムコ「GBA テイルズ オブ ファンタジア」                                              | |
| 2003年 | T-Mobile Sidekick「Johnny Chase」                                                     | MTVとCartoon Networkなどで放送                                                                                 |
| 2005年 | キリンビバレッジ「キリンレモン77 SEVEN SEVENS登場篇」                                 | |
| 2005年 | キリンビバレッジ「キリンレモンブラック モンスターブラックス逆襲篇」                   | 第11回オランダアニメーション国際映画祭CM部門大賞受賞                                                           |
| 2005年 | スクウェア・エニックス「ラジアータ ストーリーズ」                                     | |
| 2005年 | 日本教育財団「コンピュータ総合学園HAL」                                               | |
| 2007年 | 花王「ASIENCE～髪は女の命」                                                           | 2007年ロンドン国際広告賞金賞受賞                                                                               |
| 2009年 | 日本コカ・コーラ「Monster DICE-K篇」                                                  | AQUARIUS HEROESシリーズ、松坂大輔選手                                                                          |
| 2009年 | 日本コカ・コーラ「Frogman KOSUKE篇」                                                  | AQUARIUS HEROESシリーズ、北島康介選手                                                                          |
| 2009年 | 日本コカ・コーラ「Active Venus MIWA 風船篇」                                          | AQUARIUS HEROESシリーズ、浅尾美和選手                                                                          |
| 2009年 | 日本コカ・コーラ「ブルードライバー・リョウ篇」                                        | AQUARIUS HEROESシリーズ、石川遼選手                                                                            |
| 2011年 | ヤンマー「香川真司選手とアニメーションのコラボレーションCM」                          | |
| 2011年 | 少年サンデー「常住戦陣!! ムシブギョー」                                               | サンデーCM劇場シリーズ、東宝と共同                                                                             |
| 2012年 | 東京ディズニーリゾート「夢がかなう場所 -Where Dreams Come True-」                     | |
| 2012年 | メルセデスベンツ「NEXT A-Class TVCM 30秒」                                            | |
| 2013年 | 少年サンデー「今際の国のアリス」                                                      | サンデーCM劇場シリーズ                                                                                         |
| 2016年 | Fuji&gumi Games「ファントム オブ キル」                                               | |
| 2025年 | 日清食品「カップヌードルPRO 高たんぱく&低糖質さらに塩分控えめ パワーアップしたPRO編」 | アニメ『キン肉マン 完璧超人始祖編』とのコラボレーションCM                                                      |

### 制作協力
| 年     | タイトル                                                    | 制作元請                                     | 備考                                 |
| ------ | ----------------------------------------------------------- | -------------------------------------------- | ------------------------------------ |
| 1987年 | エスパー魔美                                                | シンエイ動画                                 | 制作協力                             |
| 1989年 | 機動警察パトレイバー the Movie                              | スタジオディーン                             | 制作協力                             |
| 1989年 | チンプイ                                                    | シンエイ動画                                 | 制作協力                             |
| 1990年 | 八神くんの家庭の事情                                        | キティ・フィルム                             | 制作協力                             |
| 1991年 | アルスラーン戦記                                            | アニメイトフィルム                           | 制作協力                             |
| 1991年 | 乙姫CONNECTION                                              | アニメイトフィルム                           | 制作協力                             |
| 1991年 | 21エモン                                                    | シンエイ動画                                 | 制作協力                             |
| 1992年 | 聖飢魔II／HUMANE SOCIETY 〜人類愛に満ちた社会〜             | アニメイトフィルム                           | 制作協力                             |
| 1992年 | クレヨンしんちゃん                                          | シンエイ動画                                 | 制作協力（- 2014年）                 |
| 1995年 | 新世紀エヴァンゲリオン                                      | タツノコプロ GAINAX                          | 制作協力                             |
| 2000年 | メダロット魂                                                | トランス・アーツ                             | アニメーション制作協力               |
| 2001年 | テイルズ オブ エターニア THE ANIMATION                      | XEBEC                                        | 制作協力                             |
| 2001年 | パラッパラッパー                                            | J.C.STAFF                                    | 制作協力                             |
| 2001年 | テニスの王子様                                              | トランス・アーツ                             | アニメーション制作協力               |
| 2001年 | グッドモーニング・コール                                    | トランス・アーツ                             | 制作協力                             |
| 2001年 | 時空異邦人KYOKO ちょこらにおまかせ!                         | トランス・アーツ                             | 制作協力                             |
| 2002年 | カレイドスター                                              | GONZO DIGIMATION                             | 制作協力                             |
| 2003年 | AVENGER                                                     | ビィートレイン                               | 制作協力                             |
| 2005年 | 韋駄天翔                                                    | トランス・アーツ                             | アニメーション制作協力               |
| 2006年 | テニスの王子様                                              | M.S.C                                        | 制作協力                             |
| 2007年 | 天才? Dr.ハマックス                                         | トランス・アーツ                             | 制作協力                             |
| 2008年 | 無限の住人                                                  | ビィートレイン                               | 制作協力                             |
| 2010年 | 蒼穹のファフナー HEAVEN AND EARTH                           | XEBEC                                        | 製作委員会参加                       |
| 2010年 | 君に届け                                                    | 日活撮影所、ジャンゴフィルム                 | 製作委員会参加                       |
| 2011年 | アップルシードXIII                                          | ジーニーズアニメーションスタジオ             | 制作協力                             |
| 2012年 | 輪廻のラグランジェ                                          | XEBEC                                        | 制作協力                             |
| 2012年 | 輪廻のラグランジェ 鴨川デイズ                               | XEBEC                                        | 制作協力                             |
| 2013年 | 進撃の巨人                                                  | WIT STUDIO                                   | 製作委員会参加・制作協力             |
| 2013年 | ハル                                                        | WIT STUDIO                                   | 製作委員会参加                       |
| 2014年 | ピカイア!                                                   | OLM                                          | 製作委員会参加                       |
| 2014年 | 宇宙戦艦ヤマト2199 星巡る方舟                               | XEBEC                                        | 制作協力                             |
| 2014年 | 劇場版 進撃の巨人 前編〜紅蓮の弓矢〜                        | WIT STUDIO                                   | 製作委員会参加                       |
| 2015年 | 花とアリス殺人事件                                          | ロックウェルアイズ、スティーブンスティーブン | 制作協力                             |
| 2015年 | 劇場版 進撃の巨人 後編〜自由の翼〜                          | WIT STUDIO                                   | 製作委員会参加・制作協力             |
| 2015年 | 世にも奇妙な物語 25周年記念!秋の2週連続SP「幸せを運ぶ眼鏡」 | 共同テレビ                                   | 制作協力                             |
| 2016年 | 甲鉄城のカバネリ                                            | WIT STUDIO                                   | 制作協力                             |
| 2016年 | あまんちゅ!                                                 | ジェー・シー・スタッフ                       | 製作委員会参加                       |
| 2016年 | 魔法使いの嫁 星待つひと                                     | WIT STUDIO                                   | 製作                                 |
| 2016年 | スターフォックス ゼロ ザ・バトル・ビギンズ                  | WIT STUDIO                                   | 製作                                 |
| 2016年 | ストレンジャー〜バケモノが事件を暴く〜                      | アットムービー                               | 制作協力、テレビドラマ               |
| 2017年 | 進撃の巨人 Season 2                                         | WIT STUDIO                                   | 製作委員会参加                       |
| 2017年 | 魔法使いの嫁                                                | WIT STUDIO                                   | 製作委員会幹事                       |
| 2017年 | ピカイア!!                                                  | OLM                                          | 製作委員会参加                       |
| 2017年 | ひるね姫 〜知らないワタシの物語〜                           | SIGNAL.MD                                    | 製作委員会参加・制作協力             |
| 2018年 | 進撃の巨人 Season 3 Part.1                                  | WIT STUDIO                                   | 製作委員会参加                       |
| 2018年 | いぬやしき                                                  | シネバザール                                 | CG協力                               |
| 2018年 | ソードガイ The Animation                                    | ランドック・スタジオ                         | アニメーションプロデュース           |
| 2019年 | 進撃の巨人 Season 3 Part.2                                  | WIT STUDIO                                   | 製作委員会参加                       |
| 2019年 | ヴィンランド・サガ                                          | WIT STUDIO                                   | 製作委員会参加                       |
| 2019年 | BEM                                                         | ランドック・スタジオ                         | プロジェクト協力                     |
| 2019年 | 真・中華一番！                                              | NAS                                          | 制作協力                             |
| 2019年 | とつくにの少女                                              | WIT STUDIO                                   | 製作                                 |
| 2020年 | GREAT PRETENDER                                             | WIT STUDIO                                   | 製作委員会参加                       |
| 2020年 | UZUMAKI                                                     | ドライブ                                     | 放送地域（国）は日本ではなくアメリカ |
| 2020年 | 進撃の巨人 The Final Season                                 | MAPPA                                        | 製作委員会参加                       |
| 2021年 | ガンダムビルドリアル                                        | サンライズ                                   | 制作協力                             |
| 2022年 | 名探偵コナン ハロウィンの花嫁                               | TMS/第1スタジオ                              | 制作協力                             |
| 2022年 | ヴァンパイア・イン・ザ・ガーデン                            | WIT STUDIO                                   | 製作                                 |
| 2022年 | 新テニスの王子様 U-17 WORLD CUP                             | スタジオKAI、M.S.C                           | 製作委員会参加                       |
| 2022年 | ラブライブ!虹ヶ咲学園スクールアイドル同好会                 | サンライズ                                   | 制作協力                             |
| 2022年 | かがみの孤城                                                | A-1 Pictures                                 | 製作委員会参加                       |
| 2022年 | ONE PIECE FILM RED                                          | 東映アニメーション                           | 制作協力                             |
| 2022年 | THE FIRST SLAM DUNK                                         | 東映アニメーション                           | 制作協力                             |
| 2023年 | 君たちはどう生きるか                                        | スタジオジブリ                               | 作画協力                             |
| 2024年 | グリム組曲                                                  | WIT STUDIO                                   | 制作協力                             |

### その他の作品
| 年     | タイトル                                                                   | 備考 |
| ------ | -------------------------------------------------------------------------- | --- |
| 1995年 | スライム冒険記                                                             | イベント上映、川崎逸朗監督 |
| 1996年 | 時空冒険 ぬうまもんじゃ〜                                                  | イベント上映、川崎逸朗監督 |
| 1998年 | スライム冒険記 ウルフくん がんばるの巻                                     | イベント上映、西久保瑞穂監督 |
| 1999年 | なんちゃってバンパイヤン                                                   | 湯浅政明監督による『バンパイヤン・キッズ』のパイロットフィルム                                                                         |
| 1999年 | スライム冒険記 海だ、イェ～                                                | イベント上映、湯浅政明監督 |
| 2002年 | テニスの王子様 A DAY OF THE SURVIVAL MOUNTAIN ～恐怖の強化トレーニング！～ | イベント上映 |
| 2004年 | アイシールド21 幻のゴールデンボウル                                        | イベント上映 |
| 2005年 | Peut-etre toi                                                              | フランスの歌手ミレーヌ・ファルメールのビデオクリップ                                                                                   |
| 2005年 | UIA 2011 Tokyo En - Kaleidoscope Showcase                                  | 「東京」という都市を表現するプロモーションビデオ トルコで開催した第22回国際建築家連合総会で上映                                        |
| 2005年 | OVAL x OVER                                                                | 「BRIDGESTONE INDY JAPAN 300 mile」公式イメージアニメ 六本木ヒルズアリーナのイベントにて初披露、全3部構成作品                          |
| 2006年 | NEED KAJIMA                                                                | 鹿島のイラストイメージ広告 |
| 2007年 | NEED KAJIMA-ミライ ヲ キリヒラケ。-                                        | 鹿島のイラストイメージ広告第2弾 |
| 2007年 | ユニバース                                                                 | 坂本真綾の曲『ユニバース』のオリジナルアニメーションショートフィルム 監督・絵コンテ・演出・原画は劇団イヌカレーのデビュー作            |
| 2007年 | XX（エクスクロス）漫画版                                                   | 作画・製作協力 |
| 2008年 | Kurikaesu 春                                                               | 堂本剛のソロ活動名義244 ENDLI-xのPV |
| 2008年 | ケータイ捜査官7                                                            | 共同制作：オー・エル・エム、テレビドラマ                                                                                               |
| 2008年 | 特務機甲隊クチクラ                                                         | 原作 |
|        | スッキリ!! 占いコーナー"スッキリす"                                        | |
| 2008年 | 沸騰都市                                                                   | NHKスペシャルのドキュメンタリー、タイトル映像制作 また本編最終回では2029年の東京をテーマとした短編アニメーションを製作                 |
| 2009年 | マーベリック・スパイ～秘密の島のスパイたち～                               | ビジュアル制作 |
| 2010年 | 教科書よりやさしい日本史                                                   | 旺文社の学習参考書、イラスト西尾鉄也                                                                                                   |
| 2010年 | 水曜どうでしょうDVD全集                                                    | -2012年、第13-17弾のCI映像アニメーション制作                                                                                           |
| 2011年 | スカイラブ3 (パチスロ)                                                     | SNKプレイモア、ゲーム中、ボーナス中などの演出全般映像を製作                                                                            |
| 2011年 | 教科書よりやさしい日本史ノート                                             | 旺文社の学習参考書、イラスト西尾鉄也                                                                                                   |
| 2011年 | 教科書よりわかる政治・経済                                                 | 旺文社の学習参考書、イラスト西尾鉄也                                                                                                   |
| 2011年 | やさしい日本史カレンダー 2012                                              | 旺文社学習カレンダー |
| 2012年 | スカイラブ4 (パチスロ)                                                     | SNKプレイモア |
| 2012年 | NEXT A-CLASS                                                               | メルセデス・ベンツ・Aクラスのプロモーションアニメ                                                                                      |
| 2012年 | Surprise 4 U オープニング篇                                                | 2012年ロンドンオリンピック応援アニメ、「SUNRISE JAPAN」のメンバー 浜口京子選手、浦田聖子選手、西堀健実選手、山崎静代選手、伊藤沙月選手 |
| 2012年 | Surprise 4 U ～沙月の不思議な挑戦～「昨日と今日」篇                        | 2012年、ロンドンオリンピック応援アニメ、伊藤沙月選手                                                                                   |
| 2012年 | Surprise 4 U ～沙月の不思議な冒険～「今日と明日」篇                        | 2012年、ロンドンオリンピック応援アニメ、「昨日と今日」編の続編                                                                         |
| 2012年 | やさしい日本史カレンダー 2013                                              | 旺文社学習カレンダー |
| 2012年 | Sirrut Hacking Cloud サーラット・ハッキング・クラウド                      | 代替現実ゲーム |
| 2013年 | アンジュ・ヴィエルジュ                                                     | 共同制作：ポイントピクチャーズ、プロモーションアニメ                                                                                   |
| 2013年 | 教科書よりやさしい世界史                                                   | 旺文社の学習参考書、イラスト西尾鉄也                                                                                                   |
| 2013年 | 日本史 今日は何の日カレンダー                                              | 旺文社学習カレンダー |
| 2014年 | ひばりが丘物語                                                             | 大和ハウスの展示場上映＆WEB配信プロモーションアニメ                                                                                    |
| 2014年 | きんいろのカタツムリ                                                       | いわき明星大学教養学部イメージアニメCM                                                                                                 |
| 2015年 | おねだり侍                                                                 | NHK『おとうさんといっしょ』の歌アニメ                                                                                                  |
| 2015年 | 標準問題精講国語特別講義 読んでおきたいとっておきの名作２５                | 旺文社の国語参考書、イラスト西尾鉄也                                                                                                   |
| 2016年 | オハイアリイ～輝く日のために～                                             | いわき明星大学看護学部イメージアニメCM                                                                                                 |
| 2016年 | Committed RED                                                              | T.M.RevolutionのアニメMV |
| 2017年 | Sand Whale and Me                                                          | |
| 2024年 | ドーナツホール                                                             | 米津玄師のアニメMV |

## 関連人物

### 演出家
- 貞光紳也
- 神山健治
- 高木真司
- 高橋順
- 鎌倉由実
- 小林敦
- 柿本広大
- 浜名孝行

- 荒川眞嗣
- 西久保瑞穂
- 本郷みつる
- 北久保弘之
- 岡村天斎
- 古橋一浩
- 吉原正行
- 橘正紀

- 河野利幸
- 神谷純
- 川崎逸朗
- 布施木一喜
- 宇井良和
- 江崎慎平
- 米林拓
- 大塚隆史

### アニメーター
- 浅野恭司
- 石井明治
- 泉広代
- 植田実
- 大久保徹
- 小村方宏治

- 近藤圭一
- 窪田康高
- 塩谷直義
- 竹内敦志
- 大城丈宗

- 新野量太
- 西尾鉄也
- 松本圭太
- 矢萩利幸
- 菊池勝也
- 黒岩裕美

### 脚本家
- 神山健治
- 藤咲淳一
- 櫻井圭記

- 後藤みどり
- 谷村大四郎
- 梅原英司

### 制作
- 石川光久（代表取締役社長→代表取締役会長）
- 和田丈嗣（代表取締役社長、ウィットスタジオ社長を兼務）
- 石井朋彦（現：スタジオジブリ所属）
- 木下哲哉（現：ポニーキャニオン所属）
- 松井正一（現：エム・エス・シー社長）
- 堀川憲司（現：ピーエーワークス社長）
- 中武哲也（現：ウィットスタジオ取締役）
- 森下勝司（現：オー・エル・エム取締役）
- 大松裕（現：BAKKEN RECORD所属）
- 川口徹
- 黒木類（現：CUE社長）
- 大上裕真（現：横浜アニメーションラボ社長）
- 平澤直（現：アーチ・グラフィニカ社長、YAMATOWORKS取締役）
- 松下慶子
- 小笠原宗紀（現：キネマシトラス社長）
- 松家雄一郎（現：3Hz社長）
- 小石川淳
- 須貝真也（現：サブリメイション社長）
- 本多史典（現：プロダクション・プラスエイチ社長）
- 長谷川博哉（現：MAPPA副社長）[32]
- 福留俊（現：Qzil.la社長）
- 大平将史

### その他
- 遠藤誠（退社、現：トライスラッシュ取締役）
- 本広克行
- 小倉宏昌
- 平田秀一

## 同社スタッフ・OBが独立・起業した会社

### 現在
- エム・エス・シー - 制作を務めた松井正一が1999年に設立。
- ピーエーワークス - プロデューサーを務めた堀川憲司がビィートレインの取締役を経て2000年に設立[33]。
- キネマシトラス - 制作を務めた小笠原宗紀と松家雄一郎がそれぞれボンズ、バンダイビジュアルのプロデューサーを経て2008年に設立[34]。
- サブリメイション - 出身の小石川淳と須貝真也が2011年に設立[35]。
- ウィットスタジオ - 企画プロデューサーを務めた和田丈嗣や中武哲也、制作6課のスタッフがIGポートの子会社として2012年に設立[36]。
- 横浜アニメーションラボ - 制作7課でアニメーションプロデューサーを務めた大上裕真が2015年に設立[37]。
- アーチ - プロデューサーを務めた平澤直がウルトラスーパーピクチャーズを経て2017年に設立[37]。
- プロダクション・プラスエイチ - 出身の本多史典がシグナル・エムディでプロデューサーを経て2020年に設立[38]。
- Qzil.la - 制作進行・脚本・演出・プロデューサーを務めた福留俊がコミックスマートのアニメ事業として2021年に設立[39]。
- CUE - プロデューサー・執行役員・制作部長を務めた黒木類がDMM.comのグループ会社として2023年に設立[40]。
- サラマンダー - 脚本家・プロデューサーを務めた櫻井大樹がNetflixを経て2023年に設立。

### 過去
- ビィートレイン - プロデューサーを務めた堀川憲司がタツノコプロで監督を務めた真下耕一と共に子会社として1997年に設立。
- クラフター - 監督を務めた神山健治とプロデューサーを務めた石井朋彦が博報堂でコピーライターを務めた古田彰一と共に博報堂・博報堂DYメディアパートナーズの出資により2011年に設立[41]。2022年に博報堂へ事業を譲渡し解散[42]。
- 3Hz - 出身の松家雄一郎がバンダイビジュアル→キネマシトラスのプロデューサーを経て2013年に設立。2024年にアニメーション企画・制作事業をA-1 Picturesに譲渡[43]。